# Arbus (Francia)
 Arbus  (en occitano Arbús) es una población y comuna francesa, en la región de Aquitania, departamento de Pirineos Atlánticos, en el distrito de Pau y cantón de Lescar.

## Demografía
| 469 | 470 | 537 | 663 | 965 | 1031 |
| Para los censos de 1962 a 1999 la población legal corresponde a la población sin duplicidades (Fuente: INSEE [Consultar]) |     |     |     |     |      |